# Vislintworm
De brede vislintworm (Diphyllobothrium latum, synoniemen: Dibothriocephalus latus, Adenocephalus pacificus) is een lintworm die bij vissen en visetende zoogdieren (waaronder de mens) leeft en een gecompliceerde voortplantingscyclus heeft.

## Beschrijving
De lintworm kan tot 10 meter lang worden en 30 miljoen eieren per dag produceren. Hij bestaat uit een 1 mm brede kop of scolex, die in tegenstelling tot de kop van de runder- en de varkenslintworm, geen kransen van tandjes heeft maar groefjes. Aan de kop zitten de door de kop geproduceerde geledingen of proglottiden, die naar achteren toe steeds breder worden naarmate ze groeien, door voedingsstoffen uit het maag-darmkanaal van de gastheer op te nemen. Deze achterste proglottiden bestaan voornamelijk uit eierstokken die ieder grote aantallen eieren produceren. Aan het uiteinde van de lintworm breken de rijpe proglottiden af en verlaten met de ontlasting het lichaam.

## Voorkomen
In het gehele palearctische en nearctische gebied, Bij onder andere mens, hond, vos, kat, nerts, beer en zeehond. Bij mensen in landen waar veel (zoetwater)vis wordt gegeten, bijvoorbeeld Scandinavië. Honden en katten worden wel geïnfecteerd door het eten van (rauw) visafval.
Door het eten van garum die eitjes van de vislintworm kan bevatten, kwam de vislintworm bij de Romeinen in de oudheid veel voor.

## Voortplantingscyclus
- De visetende gastheer, bijvoorbeeld mens of beer, heeft een lintworm die geledingen gevuld met eieren afscheidt die met de ontlasting het lichaam verlaten.
- De eieren komen in water uit en vrijzwemmende larven of (coracidia) komen vrij.
- Coracidia worden door eenoogkreeftjes (copepoda,  maken deel uit van het zoöplankton) opgegeten.
- In het eenoogkreeftje ontwikkelt de larve zich tot een tussenstadium (procercoïde).
- Het eenoogkreeftje wordt door een vis gegeten. De procercoïde ontwikkelt zich tot een plerocercoïde in het vissenspierweefsel.
- Als de vis door een grotere vis wordt gegeten kan de plerocercoïde op de andere vis overgaan.
- De warmbloedige eindgastheer eet rauwe of onvoldoende verhitte vis en krijgt de levende plerocercoïde binnen. Deze ontwikkelt zich nu in de darm tot een lintworm. Al na 2 weken kunnen er eieren worden geproduceerd. Hiermee is de cirkel rond.

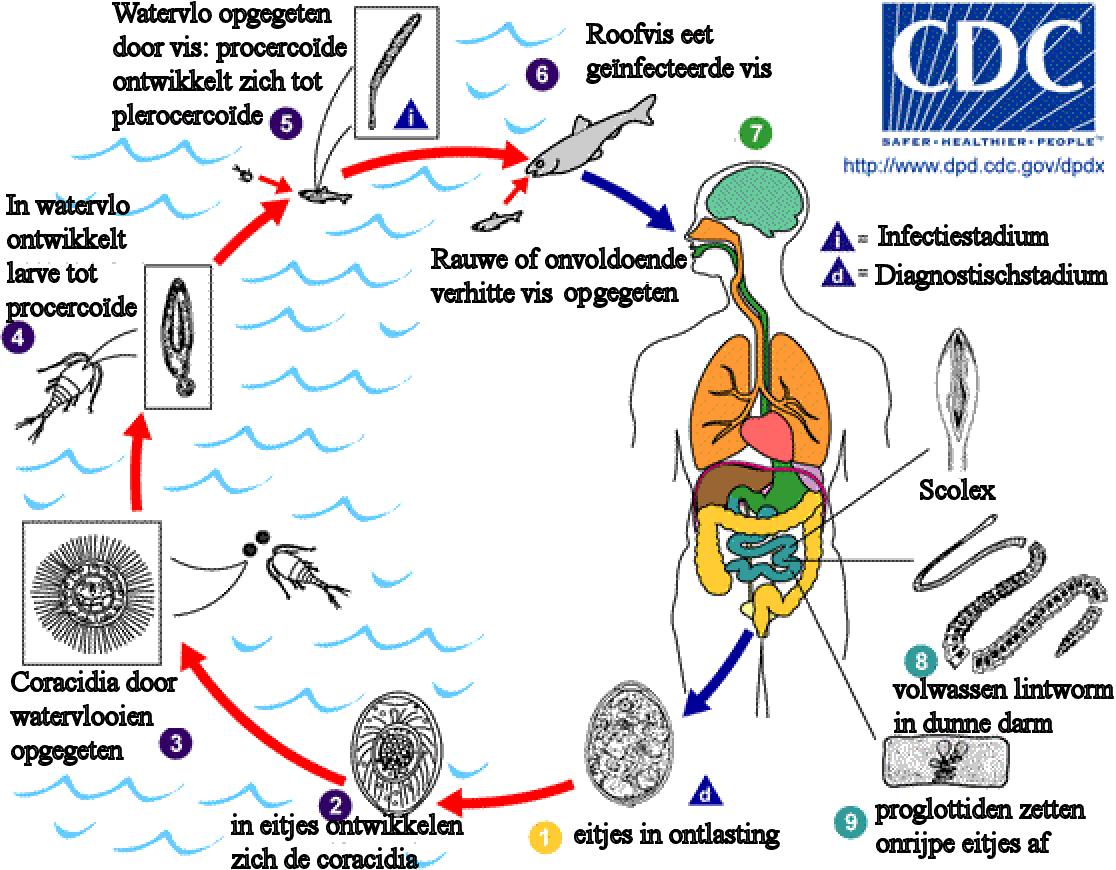
Voortplantingscyclus

## Symptomen
Vaak zijn er geen klachten; de infectie kan tientallen jaren lang blijven bestaan. Als er wel klachten zijn kunnen deze bestaan uit buikpijn, overgeven, diarree en gewichtsverlies. Soms ontstaat er een tekort aan vitamine B12 door concurrerende opname daarvan door de worm. Dit kan leiden tot bloedarmoede.